# Élan
«Élan» (с фр. — «Порыв») — сингл финской симфоник-метал-группы Nightwish, выпущенный 13 февраля 2015 года на лейбле Nuclear Blast. Является первым синглом из альбома Endless Forms Most Beautiful. Издан на компакт-диске и десятидюймовых виниловых пластинках разных цветов, на которых помимо трёх версий заглавной композиции представлен неальбомный бонусный трек «Sagan». Одновременно с выходом сингла был представлен клип «Élan».
На сочинение песни «Élan» Туомаса Холопайнена вдохновила цитата американского поэта Уолта Уитмена:
| O, while I live, to be the ruler of life—not a slave, To meet life as a powerful conqueror, And nothing exterior shall ever take command of me.— «Poem of Joys», Уолт Уитмен |

По словам Холопайнена, эта песня о смысле жизни, в чём-то различном у каждого. Сингл, по его мнению, представляет собой «чудесную приманку к полноформатному альбому».

## Список композиций
Слова и музыка всех песен — Туомас Холопайнен, кроме «Élan» (alternate version) — Туомас Холопайнен совместно с Петри Аланко.
| №                   | Название                        | Длительность |
| ------------------- | ------------------------------- | ------------ |
| 1.                  | «Élan» (album version)          | 4:48         |
| 2.                  | «Sagan» (non‑album bonus track) | 4:45         |
| 3.                  | «Élan» (alternate version)      | 4:25         |
| 4.                  | «Élan» (radio edit)             | 4:01         |
| Общая длительность: | Общая длительность:             | 17:59        |

| №  | Название               | Длительность |
| -- | ---------------------- | ------------ |
| 1. | «Élan» (album version) | 4:48         |
| 2. | «Élan» (radio edit)    | 4:01         |

| №                   | Название                        | Длительность |
| ------------------- | ------------------------------- | ------------ |
| 3.                  | «Élan» (alternate version)      | 4:25         |
| 4.                  | «Sagan» (non‑album bonus track) | 4:45         |
| Общая длительность: | Общая длительность:             | 17:59        |

## Участники записи
| Nightwish - Туомас Холопайнен — клавишные, фортепиано, продюсер - Флор Янсен — вокал - Марко Хиетала — акустическая гитара, бас-гитара, вокал - Эмппу Вуоринен — гитара - Кай Хахто — ударные - Юкка Невалайнен — ударные - Трой Донокли — ирландская волынка, вистл, боуран, бузуки, вокал | Технический персонал и оформление - Теро Киннунен — продюсер, звукоинженер - Мика Юссила — мастеринг - Микко Кармила — сведение - Янне Питкянен — обложка, вёрстка |

## Чарты
| Chart (2015)                        | Высшаяk позиция |
| ----------------------------------- | --------------- |
| Австрия (Ö3 Austria Top 40)         | 53              |
| Финляндия (Suomen virallinen lista) | 3               |
| Франция (SNEP)                      | 200             |
| Германия (GfK)                      | 33              |
| Швейцария (Schweizer Hitparade)     | 33              |